# Mak

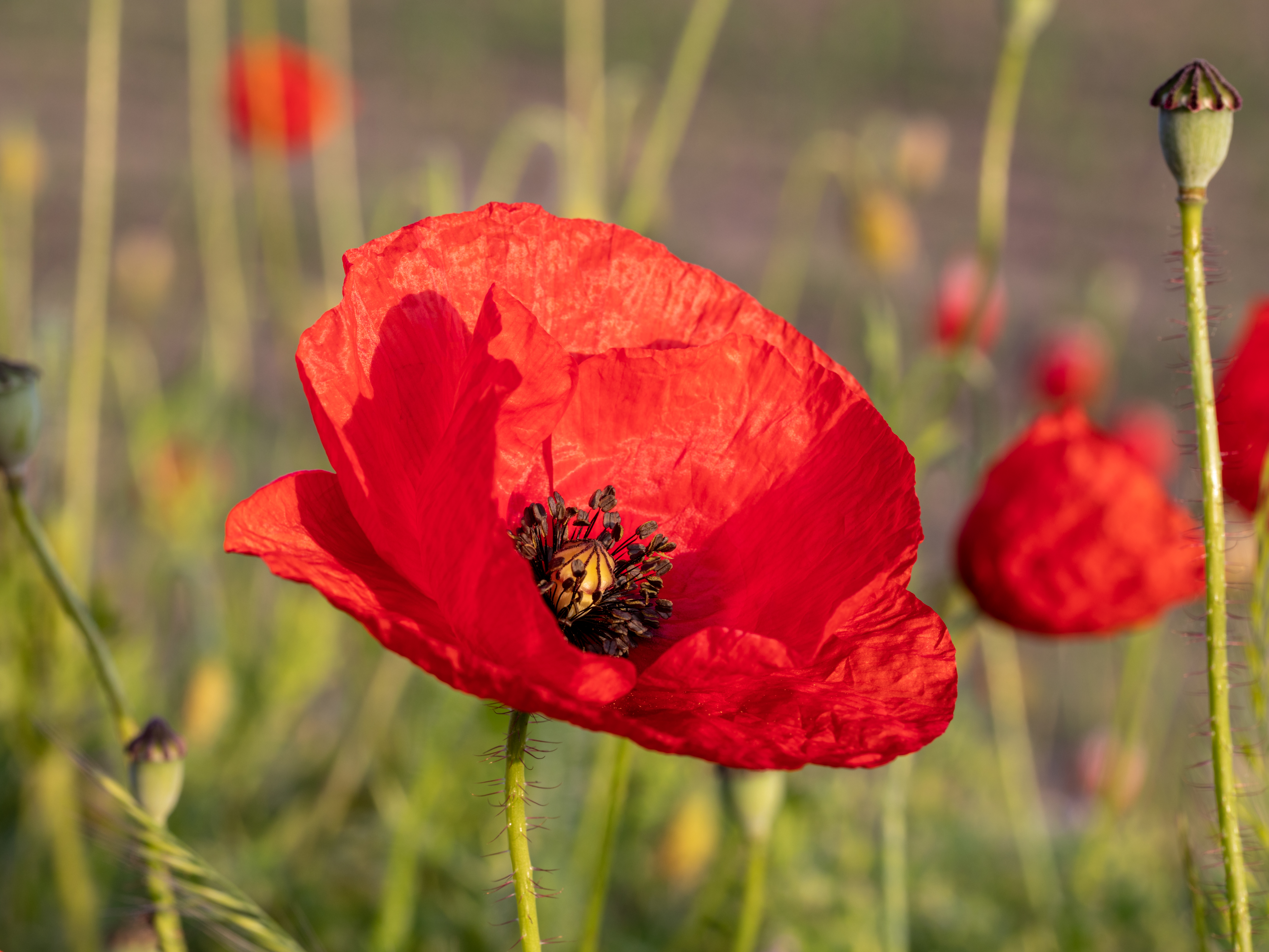
Mak polny

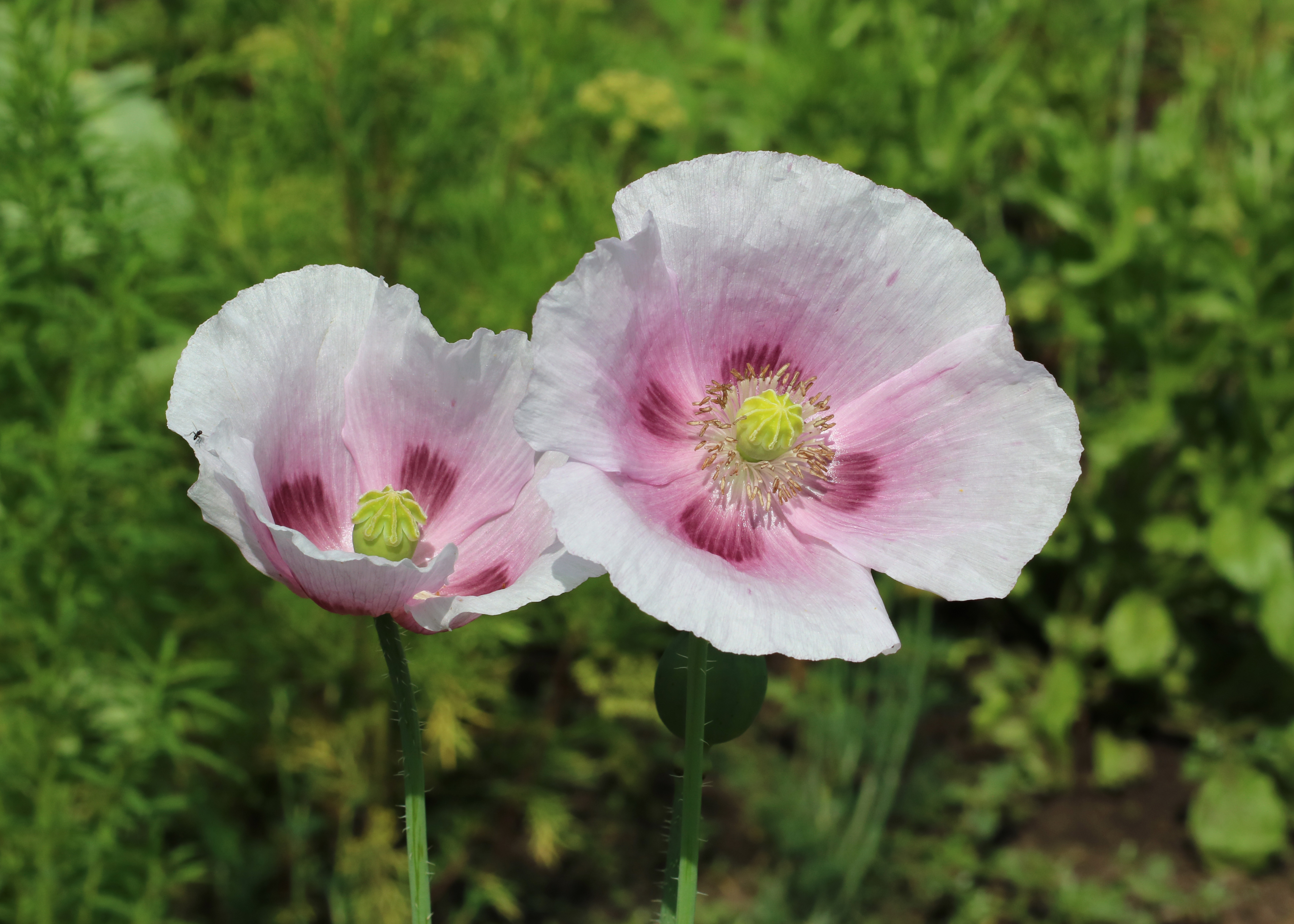
Mak lekarski

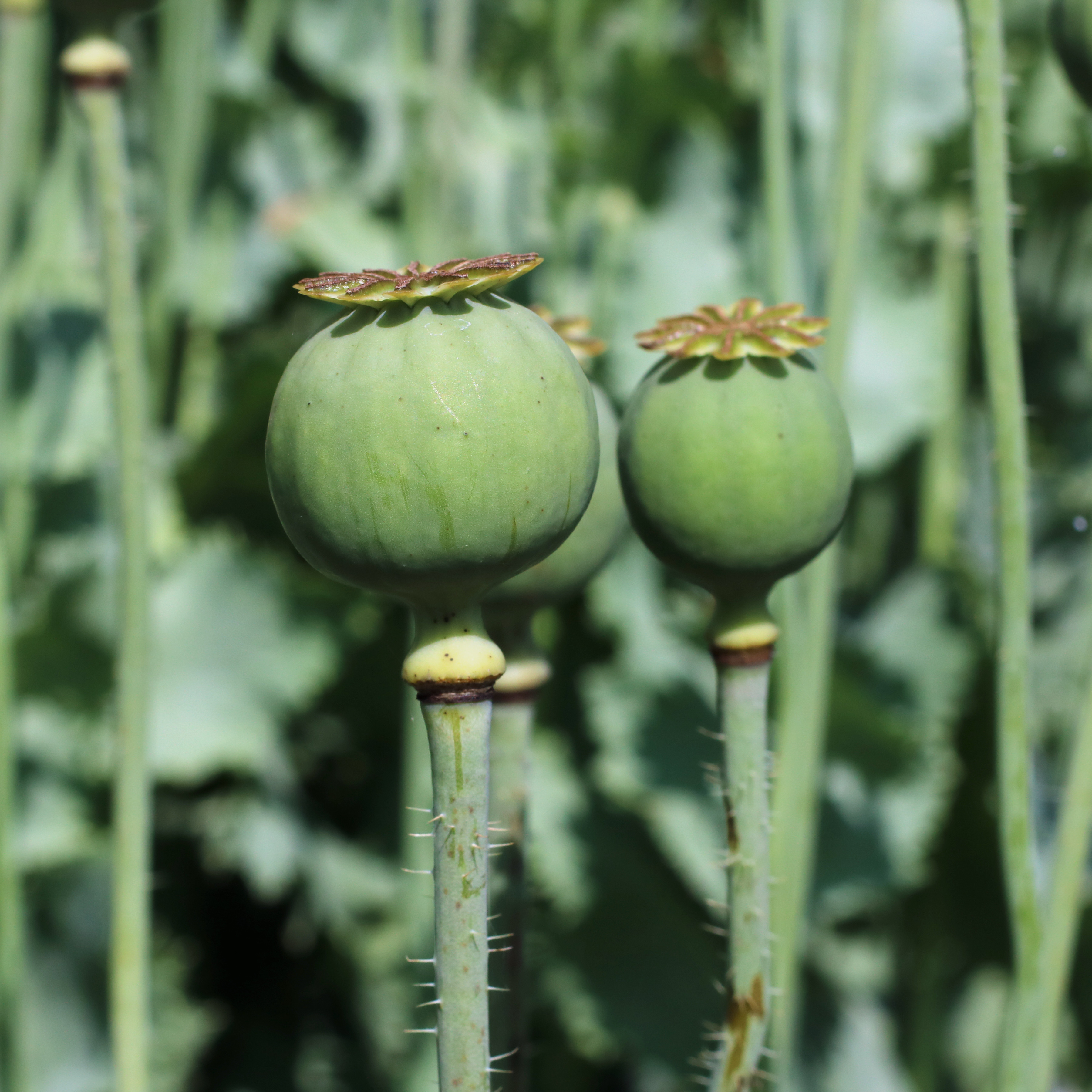
Owoc maku lekarskiego

Mak (Papaver L.) – rodzaj roślin z rodziny makowatych (Papaveraceae). Jest rodzimy dla Eurazji, Afryki i Ameryki Północnej. Zalicza się do niego w zależności od ujęcia od ok. 100 do niemal 150 gatunków. Niemal wszystkie gatunki występują na półkuli północnej i poza gatunkami introdukowanymi tylko jeden rośnie w Afryce Południowej.
Wiele gatunków uprawianych jest jako rośliny ozdobne. Mak lekarski (Papaver somniferum) jest surowcem, z którego wytwarzana jest heroina, morfina i opium. Nasiona wykorzystywane są w piekarnictwie i cukiernictwie. Niektóre gatunki wykorzystywane są w ziołolecznictwie (np. mak polny P. rhoeas).

## Rozmieszczenie geograficzne

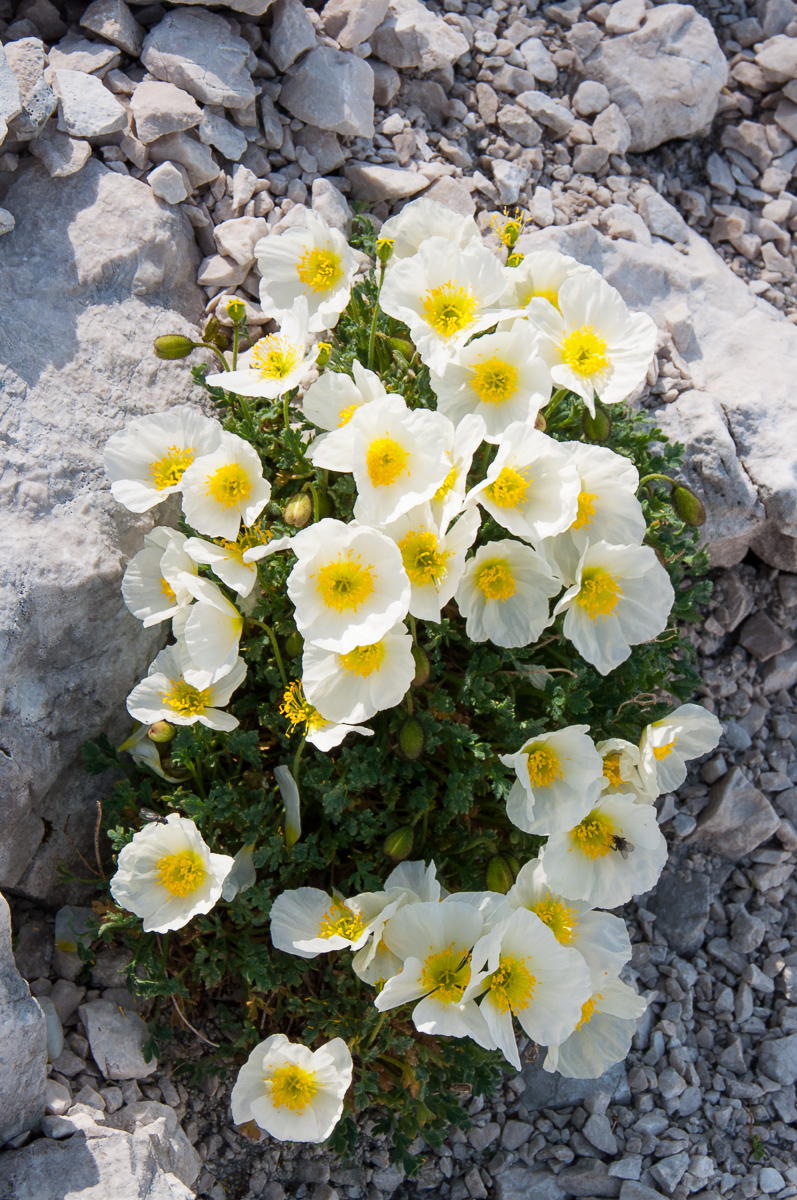
Mak alpejski

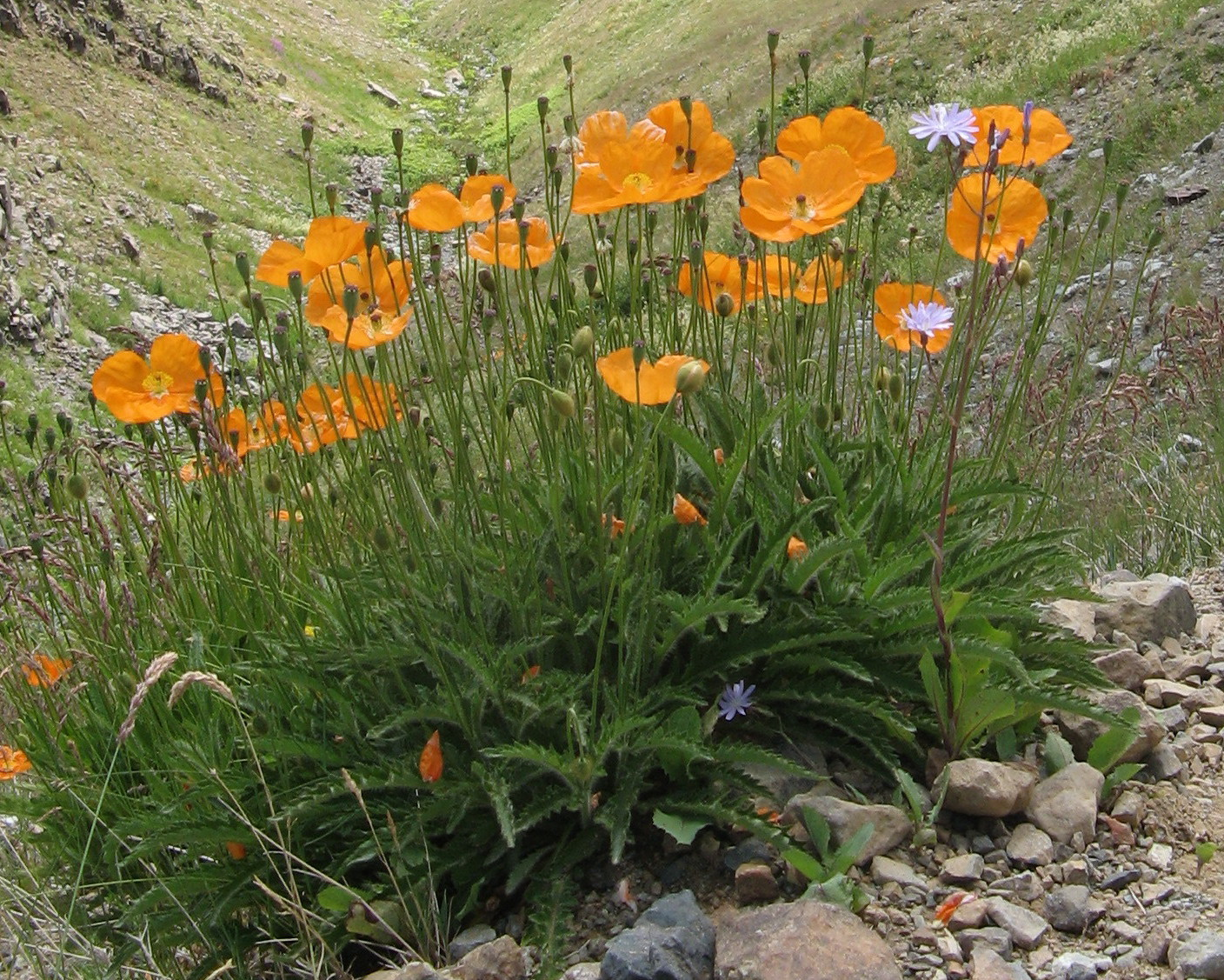
Papaver lateritium

Centrum zróżnicowania rodzaju obejmuje wschodnią część basenu Morza Śródziemnego i południowo-zachodnią Azję. Większość gatunków rośnie w Europie, Azji i północnej Afryce. W Ameryce Północnej rośnie 11 gatunków rodzimych. Poza tym w południowej Afryce rośnie jeden gatunek – Papaver aculeatum. Liczne gatunki rosną w strefie okołobiegunowej i na obszarach górskich. Papaver radicatum należy do najdalej na północy rosnących roślin – sięga do 83°N.
W Polsce rośnie jako rodzimy tylko jeden gatunek (mak alpejski), z czterech pozostałych zadomowionych lub przejściowo dziczejących dwa zaliczane są współcześnie do rodzaju remeria Roemeria. Przynależność maku alpejskiego do rodzaju mak też jest wątpliwa – jako gatunek reprezentujący sekcję Meconella, oddaloną na drzewie filogenetycznym od Papaver sensu stricto, gatunek ten wyodrębniany jest do rodzaju Oreomecon jako O. alpina.
Gatunki flory Polski
Pierwsza nazwa naukowa według listy krajowej, druga – obowiązująca według bazy taksonomicznej Plants of the World online jeśli jest inna, a w nawiasach ujęcie Banfiego i in. 2022
- mak alpejski, m. Bursera Papaver burseri Crantz ≡ Papaver alpinum L.[6] (≡ Oreomecon  alpina (L.) Banfi, Bartolucci, J.-M.Tison & Galasso)[10]
- mak piaskowy Papaver argemone L. ≡ Roemeria argemone (L.) C.Morales, R.Mend. & Romero García – antropofit zadomowiony
- mak polny Papaver rhoeas L. – antropofit zadomowiony
- mak pośredni, m. mieszańcowy Papaver hybridum L. (≡ Roemeria hispida (Lam.) Stace)[10] – efemerofit
- mak przytulonowłosy Papaver × strigosum (Boenn.) Schur
- mak wątpliwy Papaver dubium L. – antropofit zadomowiony

## Morfologia

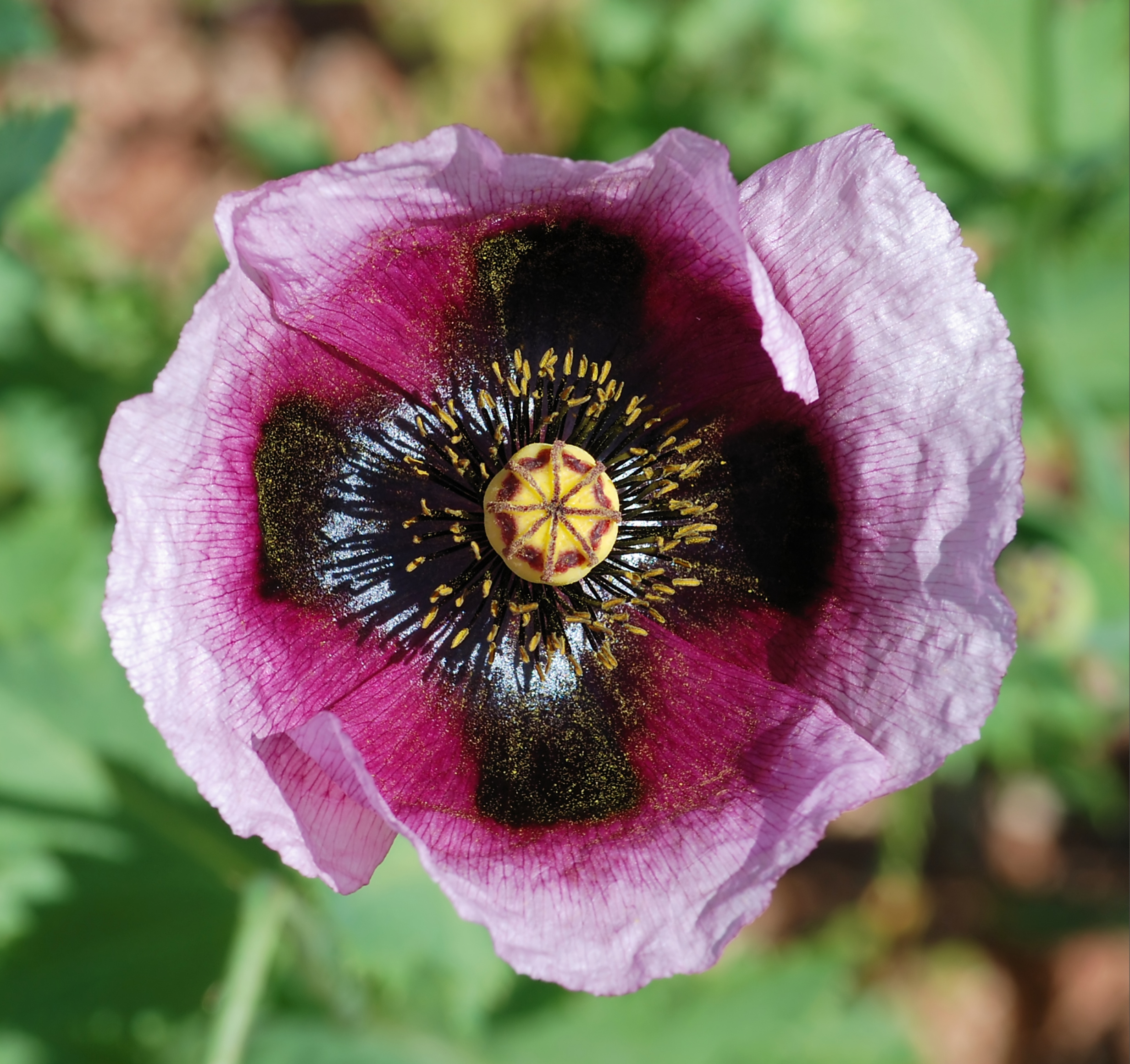
Papaver setigerum

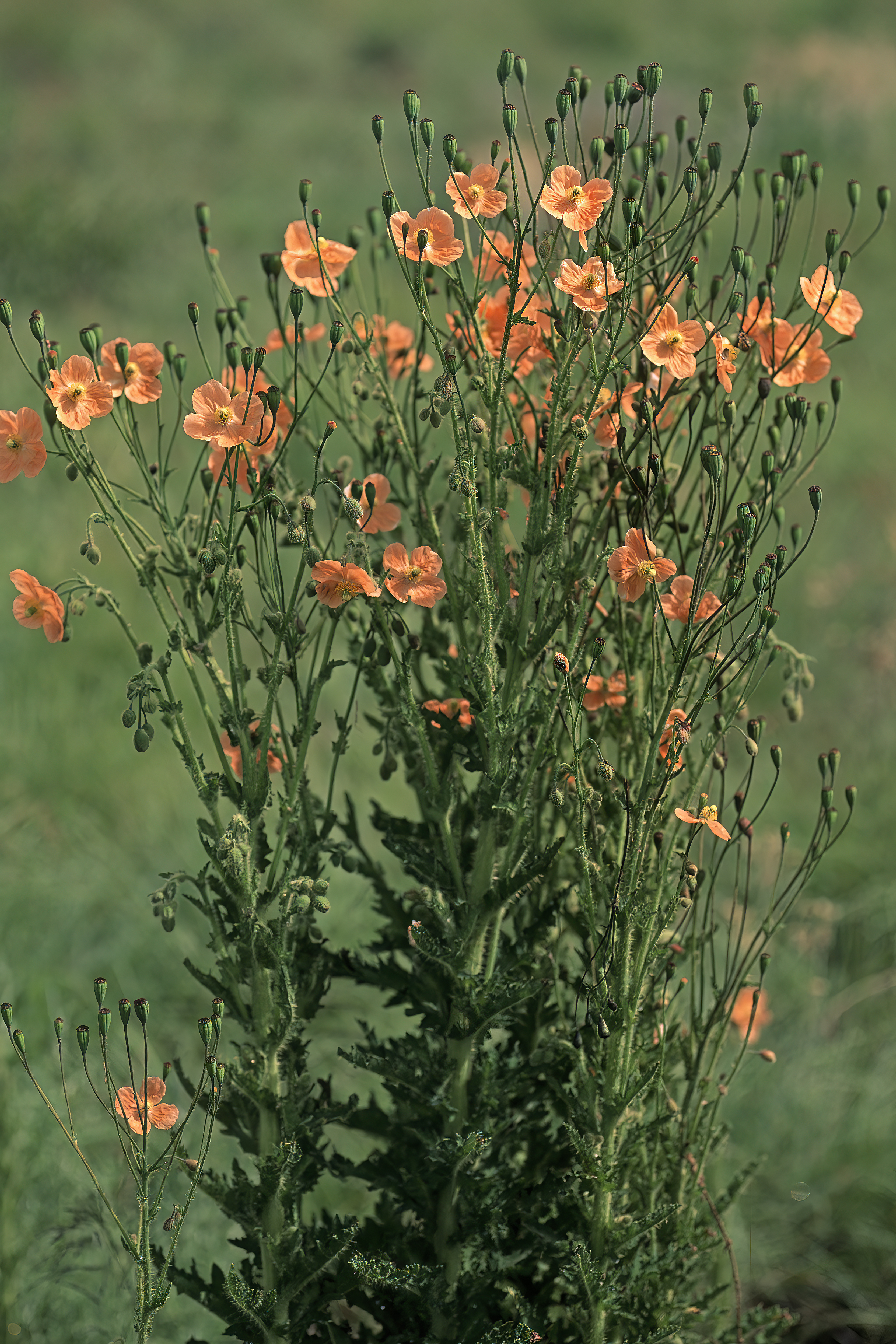
Papaver aculeatum

PokrójRośliny zielne osiągające do 1,2 m wysokości.
LiścieNiepodzielone lub pierzastodzielne. Tylko odziomkowe (sect. Meconella) lub skrętolegle wyrastające wzdłuż łodygi, w sekcji Papaver obejmujące łodygę u nasady. Zazwyczaj owłosione. Dolne liście zwykle na ogonkach, górne siedzące.
KwiatyDuże (do 16 cm średnicy), pojedyncze, na długich szypułkach. Pączki kwiatowe są zwieszone, przy otwieraniu się wyprostowują. Działki kielicha są dwie, rzadko trzy, szybko odpadają. Płatki zazwyczaj są 4, rzadko 6. Ich kolor jest zróżnicowany – zazwyczaj czerwony lub pomarańczowy, ale także w różnych barwach od białego poprzez różowy do ciemnopurpurowego, żółty, fioletowy. Pręcików jest wiele. Zalążnia jest górna, jednokomorowa, ale 3 do 18-krotna i odpowiednio tyle też razy przedzielona niezupełnymi przegrodami. Znamiona w postaci promieni na płasko rozpostartej lub wypukłej tarczy znamionowej osadzonej na zalążni (brak szyjki słupka).
OwoceWielonasienna torebka (puszka, tzw. makówka), przykryta trwałym, rzadko odpadającym wieczkiem z wyschniętego znamienia słupka. Pod wieczkiem torebka otwiera się 3 do 18 otworami lub odwija łatkami odpowiednio do liczby owocolistków tworzących zalążnię. Nasiona są liczne.

## Biologia
Rośliny jednoroczne, dwuletnie i byliny. Zawierają żółty lub biały sok mleczny oraz różnorodne alkaloidy, zwłaszcza opiaty.

## Systematyka
Pozycja systematyczna

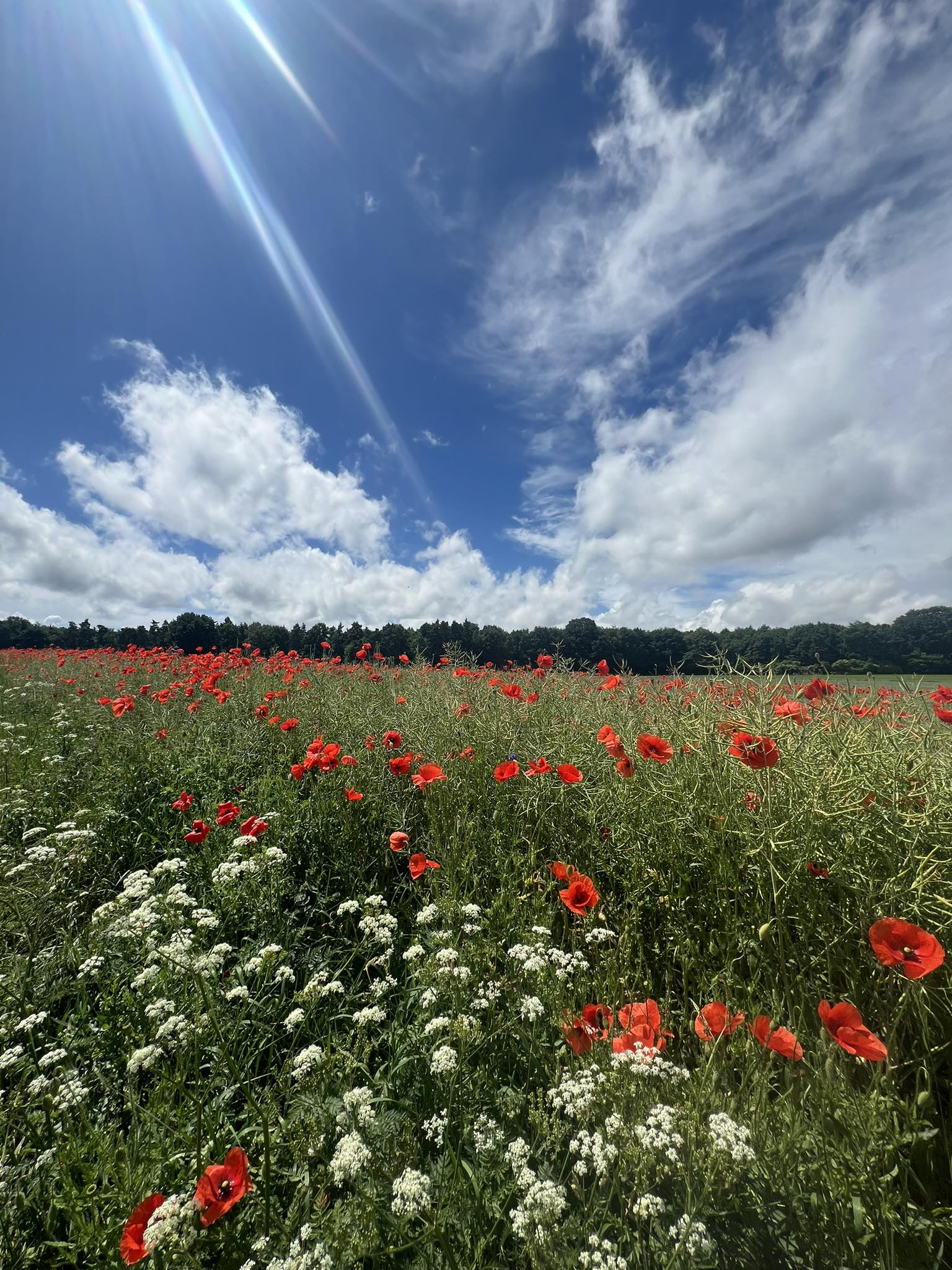
Mak polny należy do roślin wskaźnikowych gleb bogatych w węglan wapnia i jednocześnie ubogich w potas

Rodzaj z plemienia Papavereae z podrodziny Papaveroideae z rodziny makowatych Papaveraceae należącej do rzędu jaskrowców Ranunculales.
Tradycyjne, oparte na cechach morfologicznych kryteria wyróżniania rodzajów w grupie taksonów blisko spokrewnionych z makiem zostały podważone w końcu XX wieku, po zastosowaniu metod molekularnych do uściślenia relacji filogenetycznych między nimi. Te i kolejne badania potwierdzały monofiletyzm grupy obejmującej rodzaje Papaver, Roemeria i Stylomecon, przy czym dwa ostatnie okazały się jednak zagnieżdżone w obrębie pierwszego. Dodatkowo w obrębie rodzaju mak zagnieżdżony okazał się także rosnący w Europie mekonops walijski Meconopsis cambrica pełniący rolę gatunku typowego dla azjatyckiego poza tym rodzaju mekonops Meconopsis.
Wszystkie ww. taksony tworzą dwa klady. Jeden z nich obejmuje rodzaj mekonops Meconopsis, rodzaj Roemeria zagnieżdżony w tradycyjnie wyróżnianej sekcji Papaver sect. Argemonidium oraz siostrzaną dla nich sekcję Papaver sect. Meconella. Drugi klad tworzy pozostała część rodzaju Papaver. Klad bazalny w tej grupie tworzy południowoafrykański Papaver aculeatum wyodrębniany w monotypową sekcję Horrida. Kolejną linię rozwojową blisko pozycji bazalnej tworzy kalifornijski Papaver californicum wraz z siostrzanym Papaver heterophyllum, który w dawniejszych systemach wyodrębniany był w osobnym, monotypowym rodzaju Stylomecon jako S. heterophyllum. Jedynym przedstawicielem kolejnej linii rozwojowej w obrębie rodzaju mak okazał się mekonops walijski Meconopsis cambrica przeklasyfikowany w efekcie jako Papaver cambricum. U gatunku tego wykształciła się ponownie szyjka słupka zamiast tarczy znamionowej, typowej dla innych przedstawicieli rodzaju. Ta cecha spowodowała jego błędne, tradycyjne klasyfikowanie do rodzaju Meconopsis. Kolejne podziały w obrębie tej grupy prowadzą do kolejnych 9 sekcji w obrębie rodzaju Papaver. Dla ustalenia monofiletycznych rodzajów wszystkie taksony z drugiej grupy włączono do rodzaju mak Papaver, natomiast w ramach pierwszej grupy do rodzaju remeria Roemeria włączono P. sect. Argemonidium oraz utworzono rodzaj Oreomecon obejmujący sekcję P. sect. Meconella.
W alternatywnym, wąskim ujęciu rodzaju Papaver, wyodrębniane są z niego osobne rodzaje:
- Afropapaver tworzony przez południowoafrykańską sekcję Horrida z jedynym przedstawicielem klasyfikowanym jako Afropapaver aculeatum,
- Stylomecon tworzony przez północnoamerykańską sekcję Californica z gatunkiem Stylomecon crassifolia,
- Parameconopsis tworzony przez Papaver cambricum (w tym ujęciu – Parameconopsis cambrica),
- Oreomecon obejmujący 68 gatunków występujących w strefie okołobiegunowej i na obszarach górskich półkuli północnej,
- Roemeria obejmujący 16 gatunków z Europy, północnej Afryki i zachodniej oraz środkowej Azji.

Wykaz gatunków
- Papaver acrochaetum Bornm. ex Fedde
- Papaver aculeatum Thunb.
- Papaver alaskanum Hultén
- Papaver alberti Mikheev
- Papaver albiflorum (Elkan) Pacz.
- Papaver alboroseum Hultén
- Papaver alpinum L. – mak alpejski
- Papaver ammophilum (Turcz.) Peschkova
- Papaver amurense (N.Busch) Karrer
- Papaver anadyrense V.V.Petrovsky
- Papaver angustifolium Tolm.
- Papaver anjuicum Tolm.
- Papaver apulum Ten.
- Papaver arachnoideum Kadereit
- Papaver arenarium M.Bieb.
- Papaver armeniacum (L.) DC. – mak kaukaski
- Papaver armenii M.V.Agab.
- Papaver atlanticum (Ball) Coss. – mak atlantycki
- Papaver atrovirens V.V.Petrovsky
- Papaver baitagense Kamelin & Gubanov
- Papaver × bartuschianum Fedde
- Papaver bipinnatum C.A.Mey.
- Papaver × boissierianum Fedde
- Papaver × bourgeauanum Fedde
- Papaver bracteatum Lindl. – mak przykwiatkowy
- Papaver calcareum V.V.Petrovsky
- Papaver californicum A.Gray
- Papaver cambricum L.
- Papaver canescens Tolm.
- Papaver carmeli Feinbrun
- Papaver chakassicum Peschkova
- Papaver chelidoniifolium Boiss. & Buhse
- Papaver chionophilum V.V.Petrovsky
- Papaver clavatum Boiss. & Hausskn.
- Papaver coloradense (Fedde) Fedde ex Wooton & Standl.
- Papaver columbianum Fedde ex Björk
- Papaver commutatum Fisch., C.A.Mey. & Trautv. – mak biedronkowy
- Papaver confine Jord.
- Papaver coreanum Nakai
- Papaver corona-sancti-stephani  Zapał. – mak rodniański
- Papaver croceum Ledeb.
- Papaver curviscapum Nábělek
- Papaver cyprium (Chrtek & B.Slavík) M.V.Agab., Christodoulou & Hand
- Papaver czekanowskii Tolm.
- Papaver dahlianum Nordh.
- Papaver davisii (Kadereit) M.V.Agab.
- Papaver decaisnei Hochst. & Steud. ex Elkan
- Papaver denalii Gjaerev.
- Papaver detritophilum V.V.Petrovsky
- Papaver dubium L. – mak wątpliwy
- Papaver fauriei (Fedde) Fedde ex Miyabe & Tatew.
- Papaver glabrum Royle
- Papaver glaucum Boiss. & Hausskn.
- Papaver × godronii Rouy
- Papaver gorgoneum Cout.
- Papaver gorodkovii Tolm. & V.V.Petrovsky
- Papaver gorovanicum M.V.Agab.
- Papaver gracile Aucher ex Boiss.
- Papaver halophilum (Fedde) Cullen
- Papaver heterophyllum (Benth.) Greene
- Papaver holophyllum Sam. ex Rech.f.
- Papaver hultenii Knaben
- Papaver humile Fedde
- Papaver hypsipetes V.V.Petrovsky
- Papaver × intercedens Kubát
- Papaver involucratum Popov
- Papaver jacuticum Peschkova
- Papaver kachroianum Tabinda, Dar & Naqshi
- Papaver kluanense D.Löve
- Papaver kuvajevii Schaulo & Sonnikova
- Papaver labradoricum (Fedde) Solstad & Elven
- Papaver laestadianum (Nordh.) Nordh.
- Papaver laevigatum M.Bieb.
- Papaver lapeyrouseanum Gutermann ex Greuter & Burdet
- Papaver lapponicum (Tolm.) Nordh. – mak lapoński
- Papaver lateritium K.Koch
- Papaver lecoqii Lamotte
- Papaver leiocarpum (Turcz.) Popov
- Papaver leucotrichum Tolm.
- Papaver libanoticum Boiss.
- Papaver lisae N.Busch
- Papaver luculentum Björk
- Papaver macounii Greene
- Papaver macrostomum Boiss. & A.Huet – mak wielkoowocowy
- Papaver mairei Batt.
- Papaver malviflorum Doum.
- Papaver maschukense Mikheev
- Papaver mcconellii Hultén
- Papaver meiklei (Kadereit) M.V.Agab.
- Papaver microcarpum DC.
- Papaver minus (Boivin ex Bél.) Meikle
- Papaver minutiflorum Tolm.
- Papaver miyabeanum Tatew.
- Papaver multiradiatum V.V.Petrovsky
- Papaver nigrotinctum Fedde
- Papaver nivale Tolm.
- Papaver nudicaule L. – mak nagołodygowy
- Papaver occidentale (Markgr.) H.E.Hess, Landolt & R.Hirzel
- Papaver ocellatum Woronow
- Papaver olchonense Peschkova
- Papaver oreophilum Rupr. – mak górski
- Papaver orientale L. – mak wschodni
- Papaver pamporicum Tabinda, Dar & Naqshi
- Papaver paphium M.V.Agab., Christodoulou & Hand
- Papaver pasquieri Dubuis & Faurel
- Papaver paucistaminum Tolm. & V.V.Petrovsky
- Papaver pavoninum Schrenk – mak pawi
- Papaver persicum Lindl. – mak perski
- Papaver pilosum Sm. – mak owłosiony
- Papaver pinnatifidum Moris
- Papaver piptostigma Bien. ex Fedde
- Papaver polare (Tolm.) Perfil.
- Papaver popovii Sipliv.
- Papaver postii Fedde
- Papaver pseudocanescens Popov
- Papaver pseudoradicatum Kitag.
- Papaver × pseudotrilobum (Wein) Fedde
- Papaver pulvinatum Tolm.
- Papaver purpureomarginatum Kadereit
- Papaver pygmaeum Rydb.
- Papaver radicatum Rottb. – mak arktyczny
- Papaver rechingeri Kadereit
- Papaver rhoeas L. – mak polny
- Papaver roseoalbum Björk
- Papaver roseolum M.V.Agab. & Fragman
- Papaver rubroaurantiacum (Fisch. ex DC.) C.E.Lundstr.
- Papaver rupifragum Boiss. & Reut.
- Papaver saichanense Grubov
- Papaver schamurinii V.V.Petrovsky
- Papaver schelkovnikovii N.Busch
- Papaver setiferum Goldblatt
- Papaver setosum (Tolm.) Peschkova
- Papaver sheperdii Post ex Dinsm.
- Papaver smirnovii Peschkova
- Papaver sokolovskajae Prob.
- Papaver somniferum L. – mak lekarski
- Papaver stanovense (Petroch.) Peschkova
- Papaver stewartianum Jajri & Qaiser
- Papaver × strigosum (Boenn.) Schur – mak przytulonowłosy
- Papaver stubendorfii Tolm.
- Papaver talyshense Grossh.
- Papaver tatricum (A.Nyár.) Ehrend.
- Papaver tenellum Tolm.
- Papaver tenuifolium Boiss. & Hohen.
- Papaver tianschanicum Popov – mak tianszański
- Papaver tichomirovii Mikheev
- Papaver tolmatschevianum N.S.Pavlova
- Papaver × trilobum Wallr.
- Papaver × tuberculatum V.I.Dorof. & Murtaz.
- Papaver turczaninovii Peschkova
- Papaver udocanicum (Peschkova) Peschkova
- Papaver umbonatum Boiss.
- Papaver variegatum Tolm.
- Papaver victoris Škorničk. & Wraber
- Papaver virchowii Asch. & Sint. ex Boiss.
- Papaver walpolei A.E.Porsild
- Papaver yildirimlii Ertekin
- Papaver zangesurum Mikheev

## Zastosowanie
Wiele gatunków uprawianych jest jako rośliny ozdobne. Mak lekarski (Papaver somniferum) jest surowcem, z którego wytwarzana jest heroina, morfina i opium.
Gatunki uprawne w Polsce
- mak arktyczny Papaver radicatum Rottb.
- mak atlantycki Papaver atlanticum Coss.
- mak biedronkowy Papaver commutatum Fisch., C.A. Mey. & Trautv.
- mak górski Papaver oreophilum Rupr.
- mak kaukaski Papaver armeniacum (L.) DC.
- mak lapoński Papaver lapponicum Nordh.
- mak lekarski Papaver somniferum L.
- mak nagołodygowy, m. syberyjski Papaver nudicaule L.
- mak owłosiony Papaver pilosum Sibth. et Sm.
- mak pawi Papaver pavoninum Schrenk
- mak perski Papaver persicum Lindl.
- mak przykwiatkowy Papaver bracteatum Lindl.
- mak rodniański Papaver corona-sancti-stephani Zapał.
- mak tianszański Papaver tianschanicum Popov
- mak wielkoowocowy Papaver macrostomum Boiss. et Hust.
- mak wschodni Papaver orientale L.